# وقفه (آلبوم)
وقفه (به انگلیسی: Intermission) عنوان آلبوم اجرای زنده به تلاش گروه هوی متال دیو است که در ۱۹۸۶ با همکاری شرکت‌های ورتیگو و وارنر برادرز در آمریکای شمالی منتشر شد. آهنگ‌های ضبط شده در این آلبوم از قسمت اول تور هستند که ویوین کمپل هنوز به عنوان نوازنده گیتار در گروه حضور دارد. در میان برگزاری تور، کمپل از گروه جدا می‌شود و کریگ گلدی جانشین او می‌شود. گروه که می‌خواست قطعه‌ای در آلبوم با همراهی عضو جدید باشد آهنگ «زمان سوختن» را با همراهی گلدی ضبط می‌کنند و در این آلبوم جای می‌دهند و پس از آن به ادامه اجرای تور می‌پردازند.

## فهرست آهنگ‌ها
1. «پادشاه راک ان رول» (رانی جیمز دیو، ویوین کمپل، جیمی بین، وینی اپایس) - ۳:۲۴
2. «رنگین کمانی در تاریکی» (دیو، کمپل، بین، اپایس) - ۶:۱۰
3. «قلب قدسی» (دیو، کمپل، بین، اپایس) - ۶:۱۰
4. «زمان سوختن» (دیو، کریگ گلدی، بین، کلاود اشنل، اپایس]]) - ۴:۲۴
5. «کودکان راک ان رول»/«زنده باد راک ان رول»/«مردی بر روی کوه نقره‌ای» (دیو)/(دیو، ریچی بلکمور)/(دیو، بلکمور) - ۹:۳۸
6. «ما به لرزه در می‌آوریم» (دیو) - ۴:۳۴

## رتبه‌ها

### آلبوم‌ها
| سال  | آلبوم     | رتبه        | رتبه                          |
| ---- | --------- | ----------- | ----------------------------- |
| سال  | آلبوم     | بیلبورد ۲۰۰ | جدول موسیقی آلبوم‌های بریتانیا |
| ۱۹۸۶ | زمان تنفس | #۷۰         | #۲۲                           |

## سازندگان
- رانی جیمز دیو - خواننده
- ویواین کمپل - گیتار
- کریگ گلدی - گیتار
- جیمی بین - گیتار باس
- وینی اپایس - درامز